# Bat Pat
Bat Pat è una serie televisiva animata liberamente tratta dalla serie di libri Bat Pat editi dalla Piemme.

## Trama
La serie narra le avventure del simpatico pipistrello parlante Bat Pat e dei suoi amici umani Martin, Leo e Rebecca Silver. In ogni episodi il gruppo vive fantastiche avventure e faranno la conoscenza con diverse creature soprannaturali che popolano la loro città.

## Personaggi
Bat Pat
Doppiato da Luca Bottale.
È un piccolo pipistrello violetto con grandi orecchie che vive nella cripta di un cimitero e dedica il suo tempo alla scrittura di libri agghiaccianti su streghe, fantasmi, mostri e vampiri. Recentemente è stato costretto ad accettare un lavoro molto più rischioso: agire come detective con i suoi tre amici umani.
Rebecca Silver
Doppiata da Gea Riva.
È una coraggiosa bambina dai capelli rossi di 8 anni. È molto intuitiva e ama i serpenti, i ragni e altri insetti.
Martin Silver
Doppiato da Deborah Morese.
È un bambino con gli occhiali di 10 anni. È un intellettuale, ma è anche molto superbo. Molte volte si prende delle pause per riflettere.
Leo Silver
Doppiato da Loretta Di Pisa.
È un bambino biondo di 9 anni. È molto loquace e non sta mai zitto, tranne quando ha uno dei suoi attacchi spaventosi.
Zio Charlie
È l'eccentrico zio di Rebecca, Martin e Leo. Ha viaggiato in tutto il mondo ed ha la sua casa piena di artefatti che ha collezionato nei suoi viaggi.

## Episodi
| Stagione         | Episodi | Prima TV  |
| ---------------- | ------- | --------- |
| Prima stagione   | 52      | 2016-2017 |
| Seconda stagione | 52      | 2019      |